# Fliegauf Gergely
Fliegauf Gergely (Budapest, 1973 –) kriminológus, börtönpszichológus, a Nemzeti Közszolgálati Egyetem, az Eötvös Loránd Tudományegyetem, valamint a Semmelweis Egyetem oktatója. A Miskolci Egyetem óraadója.

## Élete
Édesapja tanácsára került a Rendőrtiszti Főiskolára. Már a tanulmányai idején elkezdte érdekelni a börtönpszichológia, ezért Debrecenben pszichológia szakot is végzett. 4 év 4 hónapig dolgozott a Budapesti Fegyház és Börtönben. Ezt követően, 1999-ben a Büntetésvégrehajtás Országos Parancsnokságához került. Bejárta Európát, és sok különféle külföldi fegyházat tanulmányozott.
Közel tíz évig tanított börtönpszichológiát az egykori Rendőrtiszti Főiskolán. Napjainkban ennek jogutódján, a Közszolgálati Egyetemen Rendészettudományi Doktori Iskoláján oktat büntetés végrehajtásban dolgozni és kutatni kívánókat. 2012-től az Eötvös Loránd Tudományegyetem is tartott előadásokat.
2005-től kezdődően, több cikluson keresztül az Európa Tanács kínzás megelőzésére létrehozott bizottságának (CPT) magyar tagja.
2011-ben PhD fokozatot szerzett a Miskolci Egyetemen állam- és jogtudományokból. Témája a kábítószerek és a börtön kapcsolata volt.
2014 és 2020 között az ombudsmani hivatalnál a börtönök működését is felügyelő OPCAT Nemzeti Megelőző Mechanizmus Főosztályt vezette. Ez a szervezeti egység felelős a magyarországi, állami fenntartású fogvatarási helyek monitorozásért.
Fő kutatási területei a kriminálpszichológia, a börtönpszichológia, a pönológia, a kábítószer-probléma, és az emberi jogok témaköre.
Egy szak-, és egy szépirodalmi könyvén kívül számos kisebb tanulmánya jelent meg más könyvekben, folyóiratokban. A Börtönblog szerzője. A Börtönblogon számtalan fogvartotti műalkotást elemzett kriminológiai és pönológiai szempontból.

## Művei

### Könyvek
- (társszerző: Ránki Sára) Fogva tartott gondolatok, L'Harmattan Kiadó, Budapest, 2007, ISBN 9789632360157
- Mentem, álmodtam, Jaffa Kiadó és Kereskedelmi Kft., Budapest, 2022, ISBN 9789634756392[10]

### Könyvrészletek
- Az OPCAT NMM vizsgálatok helyszíni tapasztalatai, társadalomtudományi módszertani kérdések, a látogatások kiértékelése (debriefing), In: Székely, László (szerk.) „Ha majd a jognak asztalánál Mind egyaránt foglal helyet...”, Alapvető Jogok Biztosának Hivatala (2018) pp. 25–40.

### Szakcikkek
- Lelki béke a börtönben In: Pannonhalmi Szemle, 2018 (XXVI/I) pp. 49–59.
- (társszerző: Sófi Gyula): A személyi szabadság megvonásának élménye. Gyermekpszichiátriai osztályos és börtönbeli falfirkák szimbólumainak összehasonlító elemzése In: Belügyi Szemle: A Belügyminisztérium Szakmai Tudományos Folyóirata, 2018 (2010-) 70: (12) pp. 2545-2567.
- Introduction of a Hungarian prison drawing from 2013 In: Crime Media Culture 2022: pp. 1-2.
- (társszerző: Sófi Gyula): Gondolatok a gyermekek ellen elkövetett szexuális abúzussal (CSA) kapcsolatban In: Belügyi Szemle: A Belügyminisztérium Szakmai Tudományos Folyóirata 2022 (2010-) 70: (5) pp. 1057-1076.
- (társszerző: Törő Krisztina, Csikós Gábor, Mokos Judit, Sófi Gyula): Internalizáló és externalizáló pszichés zavarú serdülők szorongásos és depressziós tünettanának és rezilienciájának exploratív vizsgálata sürgősségi gyermekpszichiátriai osztályon In: Humán Innovációs Szemle 2023 14: (2) pp. 47-65.
- (társszerző: Törő Krisztina, Csikós Gábor, Sófi Gyula): A bántalmazott egészségügyi dolgozók élményei – gyermekpszichiátriai tapasztalatok egy online önkitöltős kvalitatív kutatás alapján In: Belügyi Szemle: A Belügyminisztérium Szakmai Tudományos Folyóirata 2023 (2010-) 71: (9) pp. 1561-1585.
- (társszerző: Sófi Gyula): A nemi szerep diszfória diagnosztikus hátterének bemutatása pszichológiai és kriminológiai szempontok alapján egy speciális gyermekotthonban élő, szexuálisan kizsákmányolt serdülőnél In: Belügyi Szemle: A Belügyminisztérium Szakmai Tudományos Folyóirata 2023 (2010-) 71: (1) pp. 91-112.
- Fliegauf, G., Várnai, D. E., Guti, T., Baranyi, K., Ráczkevy-Deák, G., & Mészner, Z. (2025). A munkahelyi erőszak felmérése a Heim Pál Országos Gyermekgyógyászati Intézetben [Workplace violence at the Heim Pál National Institute of Pediatrics]. Orvosi hetilap, 166(24), 930–941. https://doi.org/10.1556/650.2025.33324